# عقد 480 هـ
عقد 480 هـ هو الفترة بين عام 480 إلى 489 في التقويم الهجري، أي العشر سنوات التاسعة من القرن الخامس الهجري.